# Мелодифестивален 2008.
Мелодифестивален 2008. ће бити 47. по реду Мелодифестивален, и избор за 48. представника Шведске на Песми Евровизије. Током шест седмица, биће одржана четири полуфинала, вече „друга шанса“, и финале 15. марта 2008. у стокхолмском Глобену. Победник Мелодифестивалена 2008. ће предствљати Шведску у полуфиналу Песме Евровизије 2008., 22. маја у Београдској арени. Домаћин свих вечери је Кристијан Лук, који је водио и Мелодифестивален 2007.
Рок за подношење песама био је 25. септембар 2007. Пристигло је рекордних 3.489 композиција, од којих је шведска телевизија одабрала 28 за учешће. Још четири песме-џокера СВТ ће објавити у јануару.
Карте за финале 15. марта у Глобену распродате су за неколико минута.
Ове године примењује се и ново правило, „лекс Агнес“, према којем свака пријава мора садржати и документ о томе ко пева на поднетој демо верзији. Правило је названо према Агнес Карлсон, која је 2007. дисквалификована јер је пре истека рока јавно објавила детаље своје песме.

## Вечери
| Датум       | Вече          | Град       | Сцена         |
| ----------- | ------------- | ---------- | ------------- |
| 9. фебруар  | 1. полуфинале | Гетеборг   | Скандинавијум |
| 16. фебруар | 2. полуфинале | Вестерос   | Роклундахален |
| 23. фебруар | 3. полуфинале | Линћепинг  | Клоета центар |
| 1. март     | 4. полуфинале | Карлскруна | Теленор арена |
| 8. март     | Друга шанса   | Кируна     | Арен арктика  |
| 15. март    | Финале        | Стокхолм   | Глобен        |

## Песме учеснице
Називи и композитори 28 полуфиналиста су објављени 16. октобра 2007.
| Песма | Превод                          | Композитори |
| ----- | ------------------------------- | ----------- |
|       | Сви стари бивши                 |             |
|       | Већ виђено                      |             |
|       | Прва ласта                      |             |
|       | Не треба никад више да се бојиш |             |
|       | Празна соба                     |             |
|       | Херој                           |             |
|       | Колико тешко може бити?         |             |
|       | Волим Европу                    |             |
|       | У светлости пламена             |             |
|       | Кад бих могао-ла                |             |
|       | Ником није добро као мени       |             |
|       | Издајице                        |             |
|       | Понекад ми недостајеш           |             |
|       | Само минут                      |             |
|       | Кебаб-пица, шљивовица           |             |
|       | Стави своју љубав на мене       |             |
|       | Живи живот                      |             |
|       | Ватрена линија                  |             |
|       | Љубав стерео                    |             |
|       | Успаванка                       |             |
|       | Идемо                           |             |
|       |                                 |             |
|       | Осмех у љубави                  |             |
|       | Тамо ћу отићи                   |             |
|       | То је љубав                     |             |
|       | Испод моје танке коже           |             |
|       | Кад си ми потребна              |             |
|       | Чуда постоје                    |             |